# Max Niederlag
Max Niederlag (Heidenau, Saxònia, 5 de maig de 1996) és un ciclista alemany especialista en pista.

## Palmarès
- 2011
  -  Campió del món júnior en Velocitat per equips (amb Pascal Ackermann i Benjamin König)
- 2012
  -  Campió d'Europa de Velocitat per equips (amb Tobias Wächter i Joachim Eilers)
  -  Campió d'Alemanya en Velocitat per equips (amb Maximilian Levy i Stefan Bötticher)
- 2013
  -  Campió d'Europa sub-23 en Velocitat per equips (amb Erik Balzer i Eric Engler)
- 2015
  -  Campió d'Europa sub-23 en Velocitat
  -  Campió d'Europa sub-23 en Velocitat per equips (amb Richard Assmus i Maximilian Dornbach)

### Resultats a laCopa del Món
- 2013-2014
  - 1r a Manchester, en Velocitat per equips
- 2015-2016
  - 1r a Cali, en Velocitat per equips
- 2016-2017
  - 1r a Cali, en Velocitat per equips